# Havelock-Belmont-Methuen
Havelock-Belmont-Methuen es un municipio canadiense situado en la provincia de Ontario.

## Superficie
Havelock-Belmont-Methuen tiene una superficie de 529,35 km².

## Demografía
En 2021, tenía 5083 habitantes, una densidad poblacional de 9,6 hab./km², y 3856 viviendas.